# Sailana (ciutat)
Sailana és una ciutat i nagar panchayat al districte de Ratlam a Madhya Pradesh. Està situada al peu de les muntanyes Vindhya. Consta al cens del 2001 amb 10.903 habitants; un segle abans, el 1901, tenia 4.255 habitants. Monuments destacats són la fortalesa residència del raja, el nou palau, el Jardí de Cactus i els temples Kedareshwar. Fou la capital del principat de Sailana (1736-1948) i va ser fundada pel primer raja Jai Singh (raja amb capital a Raoti del 1730 al 1736).

## Enllaços eternsxternal links
- Blog de Sailana